# Jean-Urbain Guérin

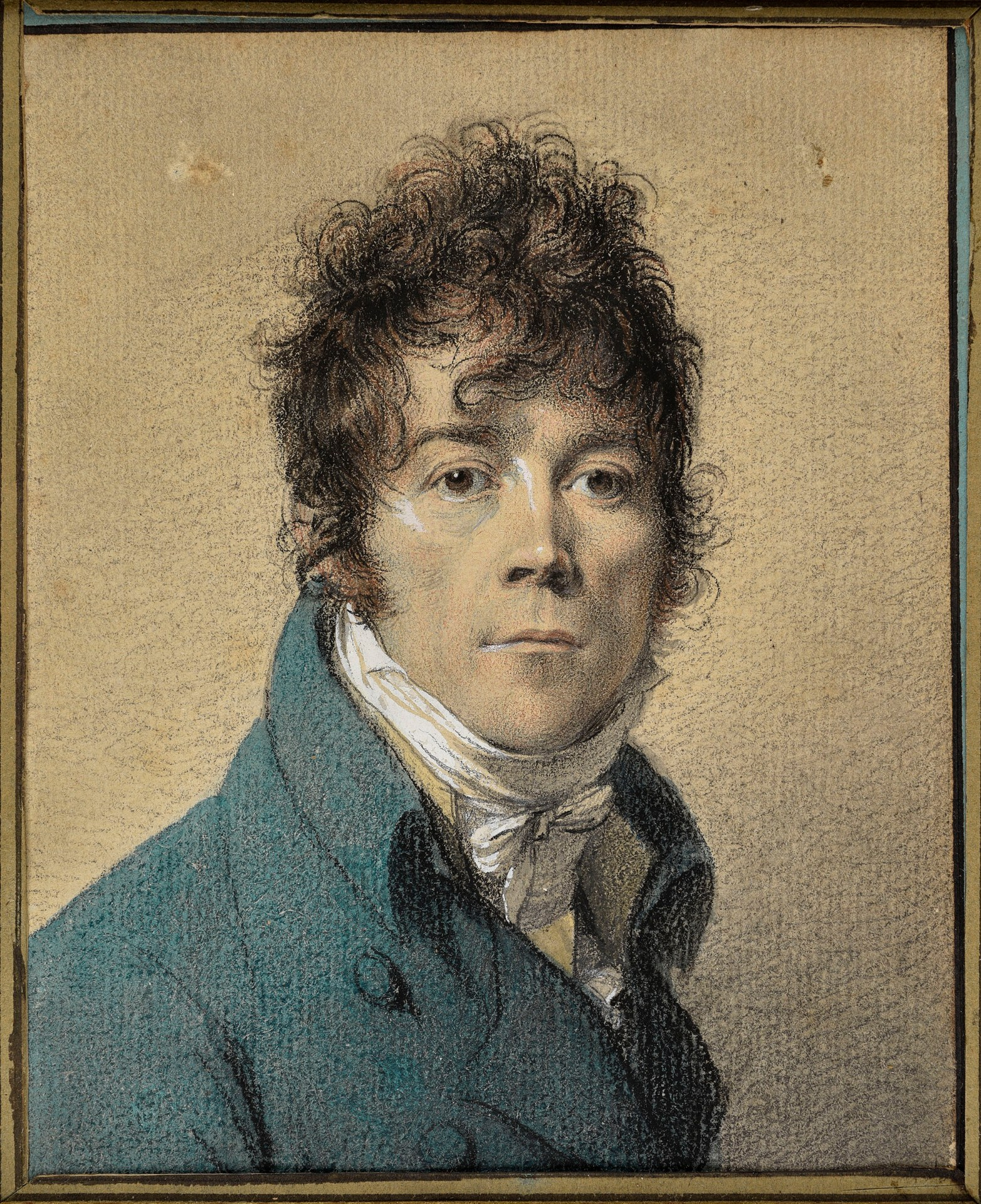
Jean-Urbain Guérin: Selbstporträt (1803). Cabinet des estampes et des dessins de Strasbourg

Jean-Urbain Guérin (* 10. März 1760 in Straßburg; † 29. Oktober 1836 in Obernai) war ein französischer Miniaturmaler des späten 18. und frühen 19. Jahrhunderts. Er gehört zusammen mit Jean-Baptiste Isabey und Jacques Augustin zu den bedeutendsten Miniaturmalern seiner Zeit.

## Leben
Jean-Urbain Guérin wurde in Straßburg geboren und war der Sohn des dortigen Kupferstechers Jean Guérin. Sein Bruder Christophe Guérin (1758–1831) wurde Maler und Kupferstecher, während Jean-Urbains Neffe Gabriel-Christophe Guérin (1790–1846) Maler wurde. Bereits in seiner Jugend zeigte er ein ausgeprägtes künstlerisches Talent, das durch seinen Onkel, den Maler Jean-Baptiste Weyler, gefördert wurde. Guérin erhielt zunächst Unterricht an der École de dessin in Straßburg, bevor er nach Paris ging, um seine Ausbildung fortzusetzen. Dort wurde er Schüler des bekannten Malers Jean-Baptiste Regnault. Prägend war für ihn auch die Zusammenarbeit mit Jacques-Louis David, in dessen Atelier er zeitweise arbeitete.

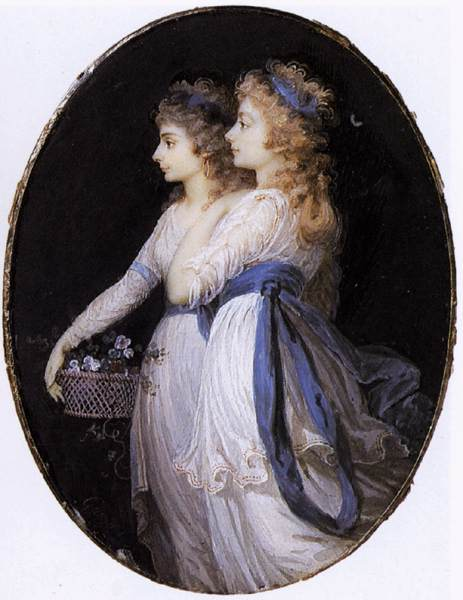
Jean-Urbain Guérin: Georgiana, Duchess of Devonshire, with Lady Elizabeth Foster (ca. 1791). Wallace Collection, London

Während der Französischen Revolution stellte sich Guérin auf die Seite der Republikaner. Er porträtierte zahlreiche Persönlichkeiten der Revolutionszeit, darunter Robespierre, Saint-Just und weitere Mitglieder des Nationalkonvents. Nach dem Sturz Robespierres geriet Guérin in Gefahr, konnte sich jedoch durch Rückzug und die Protektion seiner Auftraggeber dem Terror entziehen. In den Jahren des Konsulats und des Ersten Kaiserreichs setzte er seine Tätigkeit als Porträtist fort und wurde auch am Hof Napoleons geschätzt. Später zog er sich nach Obernai im Elsass zurück, wo er 1836 starb.

## Werk
Jean-Urbain Guérin spezialisierte sich auf die Miniaturmalerei, insbesondere auf Porträtminiaturen, die er auf Elfenbein, Papier oder Pergament anfertigte. Seine Werke zeichnen sich durch Detailgenauigkeit, feine Linienführung und eine subtile Farbgebung aus. Guérins Miniaturen waren besonders bei der französischen Oberschicht und politischen Elite gefragt, da sie es ermöglichten, Bildnisse diskret mitzuführen oder zu verschenken. Stilistisch war Guérin dem Klassizismus verpflichtet und wurde vor allem durch Jacques-Louis David beeinflusst, dessen heroischer Stil sich in der Haltung und Idealisierung vieler seiner Porträts widerspiegelt. Gleichzeitig bewahrte er in seinen Arbeiten eine gewisse Intimität und psychologische Tiefe, wodurch er sich von der rein höfisch-dekorativen Miniaturmalerei abhob. Seine Werke befinden sich heute unter anderem im Musée du Louvre und im Musée Carnavalet sowie in privaten Sammlungen.